# Casa de Engracia
Casa de Engracia, espacio de libre violencia es un espacio y organización cultural para la integración de las mujeres y que también sirve como espacio de refugio. Fue inaugurada el 28 de agosto de 2010 en la ciudad de Zacatecas durante el Encuentro Nacional Feminista que se realizó en esta misma ciudad.
Se crea para hacer uso del arte como forma de trabajo pacifista en contra de las problemáticas mexicanas. Así como para ser un sitio seguro de integración y trabajo cultural para las mujeres y ser un espacio para la exposición y la difusión de arte hecho por mujeres.

## Fundación
Sonia Félix Cherit, artista plástica y muralista, instaura este espacio/galería para la mujer creadora en las áreas del arte, la educación, la cultura, la salud y la ecología pero sobre todo para aquellos artistas en contra de cualquier tipo de violencia.
Su fundadora le otorga este nombre en honor a María Engracia Gonzáles Viillagrana, conocida como Engracita, que vivió en este espacio y fue una partera muy conocida en la ciudad de Zacatecas ya que realizó su profesión durante el nacimiento de tres generaciones completas de zacatecanos.
 

De acuerdo a la Comisión de Fomento de las Actividades de las Organizaciones de la Sociedad Civil, una de las finalidades con las que Casa de Engracia se registró es la siguiente:
Realizar eventos académicos, artísticos y culturales de y para mujeres con un bien social fomentado en la educación y la cultura de género involucrando a la sociedad. 

## Proyectos
En febrero de 2015, en búsqueda de nuevos planes, el equipo de Casa de Engracia decidió realizar una reestructuración en sus actividades y se buscó que las iniciativas de promoción y difusión artística y cultural fueran orientadas principalmente a la violencia de género pero también, se abrió un espacio a temáticas asociadas a grupos vulnerables como jóvenes, niños o personas petenecientes a la comunidad LGBT.
Con esta reorganización, las actividades de Casa de Engracia salieron a las calles y se realizaron talleres y grafitis con estos nuevos grupos en varios municipios y barrios de Zacatecas para re-apropiarse de los espacios públicos y fomentar una vida libre de violencia.
Casa de Engracia ha realizado durante 10 años múltiples exposiciones en colaboración con otras organizaciones dando prioridad a las muestras colectivas donde se han utilizado una variedad amplia de disciplinas como el performance, grabado, la gráfica, escultura, fotografía, pintura, video arte y el arte objeto.
En 2012, Sonia Félix Cherit organizó un nuevo proyecto el cual sería la primera bienal de la galería y al ser un espacio dedicado a las mujeres se decidió nombrarla Vaginal; hasta la fecha se han llevado a cabo cuatro de estas ediciones. La última bienal, la Cuarta Vaginal, se realizó en 2020 y ésta coincidió con el festejo del décimo aniversario de Casa de Engracia; para esta edición el eje temático fue la mujer con el formato de arte objeto por medio de la intervención de algún libro y se realizó de manera virtual debido a la pandemia.

## Eventos
- Espacio Libre de Violencia I (diciembre del 2010)
- Mujeres Migrantes (febrero de 2011)
- Engracia pro medio ambiente (marzo de 2011)
- Mujeres en reclusión (marzo de 2011)
- Mi derecho a decidir (marzo de 2011)
- Sujeto a cambio (abril de 2012)
- I Vaginal (junio de 2012)
- Espacio Libre de Violencia II (enero-abril de 2013)
- Utensilios sin sexo (mayo de 2013)
- Espacio Libre de Violencia IV (mayo de 2016)
- Conferencia Mujeres en la historia del arte (febrero del 2017)
- III Vaginal (marzo del 2017)
- Espacio Libre de Violencia V, Tema: Ni una más (marzo del 2018)
- IV Vaginal, Tema: Mujer libro (noviembre del 2020)